# Burundi nos Jogos Olímpicos de Verão de 2008
A República do Burundi participou dos Jogos Olímpicos de Verão de 2008, realizados em Pequim, China, entre 8 e 24 de agosto de 2008. Esta foi a quarta participação do país desde a sua estreia nos Jogos de 1996. A delegação do Burundi incluiu três atletas: os corredores Joachim Nshimirimana e Francine Niyonizigiye, e a nadadora Elsie Uwamahoro. Niyonizigiye, uma maratonista, foi a porta-bandeira na cerimônia de abertura. Nenhum dos atletas do Burundi avançaram além das pré-eliminatórias.

## Desempeho

### Atletismo
Masculino
| Atleta               | Evento   | Final    | Final   |
| Atleta               | Evento   | Marca    | Posição |
| -------------------- | -------- | -------- | ------- |
| Joachim Nshimirimana | Maratona | 2h29m55s | 68º     |

Feminino
| Atleta                | Evento      | Preliminares | Preliminares | Final       | Final       |
| Atleta                | Evento      | Marca        | Posição      | Marca       | Posição     |
| --------------------- | ----------- | ------------ | ------------ | ----------- | ----------- |
| Francine Niyonizigiye | 5000 metros | 17m08s44     | 29º          | Não avançou | Não avançou |

### Natação
Feminino
| Elsie Uwamahoro | 50 m livre | 36s86 | 86º | Não avançou | Não avançou | Não avançou | Não avançou | Não avançou | Não avançou |